# Euphorbia adenochila
Euphorbia adenochila ist eine Pflanzenart aus der Gattung Wolfsmilch (Euphorbia) in der Familie der Wolfsmilchgewächse (Euphorbiaceae).

## Beschreibung
Die sukkulente Euphorbia adenochila besitzt eine knollige Wurzel, die bis 3 Zentimeter Durchmesser erreicht. Aus ihr entspringt ein kurzes Stämmchen, welches sich über dem Boden verzweigt. Die mit sich überlappenden Warzen besetzten Zweige werden 1,5 Zentimeter lang und erreichen 1 Zentimeter im Durchmesser. Die eiförmigen Blätter entspringen den Warzenspitzen und werden bis 2 Zentimeter breit und 1 Zentimeter lang. Sie stehen an einem 1 Zentimeter langen Blattstiel, die Blattränder sind gewellt.
Der Blütenstand besteht aus ein bis drei Cymen, die an den Spitzen der Triebe erscheinen. Sie sind zwei- bis fünffach gegabelt und die Strahlen werden bis 2 Zentimeter lang. Die sitzenden Brakteen ähneln den Blätter. Es werden 2,5 Millimeter große Cyathien ausgebildet. Die taschenartigen und weißen Nektardrüsen werden 1,75 Millimeter groß und sind am äußeren Rand ausgebreitet. Der innere Rand ist lippenartig geformt. Die 3,5 Millimeter breite und 4 Millimeter lange Frucht steht auf einem zurückgebogenen 3,5 Millimeter langen Stiel. Der ein wenig zusammengezogene Samen wird 3 Millimeter breit und 2,5 Millimeter lang.

## Verbreitung und Systematik
Euphorbia acervata ist im Nordosten von Somalia auf felsigen Kalkböden mit lückigen und flachen Bewuchs in Höhenlagen von 200 bis 1000 Meter verbreitet.
Die Erstbeschreibung der Art erfolgte 1990 durch Susan Carter Holmes.